# Кожухівка (Гайсинський район)
Кожу́хівка — село в Україні, у Теплицькій селищній громаді Гайсинського району Вінницької області. Населення становить 306 осіб.

## Історія
12 червня 2020 року, відповідно розпорядження Кабінету Міністрів України № 707-р «Про визначення адміністративних центрів та затвердження територій територіальних громад Вінницької області», село увійшло до складу Теплицької селищної громади.
19 липня 2020 року, в результаті адміністративно-територіальної реформи і ліквідації Теплицького району, село увійшло до складу Гайсинського району.

## Постаті
- Сльота Володимир Васильович (1967—2014) —український військовик, солдат Збройних сил України, учасник російсько-української війни.[3].

Сирота, пройшов строкову службу в лавах РА. Господарював, доглядав за садом, полюбляв риболовлю. Активний учасник Революції Гідності, з перших днів на Майдані, був у 7-й сотні Самооборони Майдану. 18 лютого зазнав поранень в голову під час протистояння із смиловими структурами. Приїхавши додому, відновлював документи — згоріли під час протистояння, вступив до ГФ «Народна самооборона» Теплицького району. Потім пішов добровольцем на фронт. Боєць 24-го батальйону територіальної оборони «Айдар», брав участь у бойових операціях.
5 вересня 2014-го загинув під час бою з російськими диверсантами, які напали на бійців 2-ї роти батальйону із засідки поблизу села Весела Гора. Бійці на двох машинах під'їхали до блокпоста — на ньому майорів український прапор. Командир групи вийшов з машини, терористи відкрили вогонь. Прострелено бензобак, одна з автівок вибухнула. Терористи тіла убитих палили та розчленовували — розрізали животи, проломлювали голови, спалювали ще живих.
Був похований під Старобільськом як невідомий Герой, могила число 257. Імена загиблих айдарівців назвав їх бойовий товариш. Упізнаний за експертизою ДНК. Перепоховання пройшло 19 квітня 2016 року в селі Кожухівка. З близьких лишилася двоюрідна сестра. Нагороджений нагрудним знаком «За оборону Луганського аеропорту» (посмертно).  Його портрет розміщений на меморіалі «Стіна пам'яті полеглих за Україну» у Києві: секція 4, ряд 10, місце 8. 13 жовтня 2016 року в селі Росоша Теплицького району відбулося відкриття меморіальної дошки його честі. Вшановується 5 вересня на щоденному ранковому церемоніалі вшанування українських захисників, які загинули цього дня у різні роки внаслідок російської збройної агресії